# ساحة الميدان
ساحة الميدان المعروفة أيضًا باسم الميدان فقط، هي حي ومنطقة قديمة تقع في حي الرصافة في بغداد، العراق، تبدأ من باب المعظم إلى شارع الرشيد. تضم الساحة العديد من المباني والأسواق والدوائر والمقرات الحكومية والأحياء التي سكنها مسؤولون مثل رئيسي الوزراء العراقيين السابقين نوري السعيد وجعفر العسكري. تقع ساحة الميدان بين شارع الرشيد وشارع الجمهورية، وتعتبر من أبرز معالم بغداد.

## تاريخ

### الاستخدامات السابقة عبر القرون

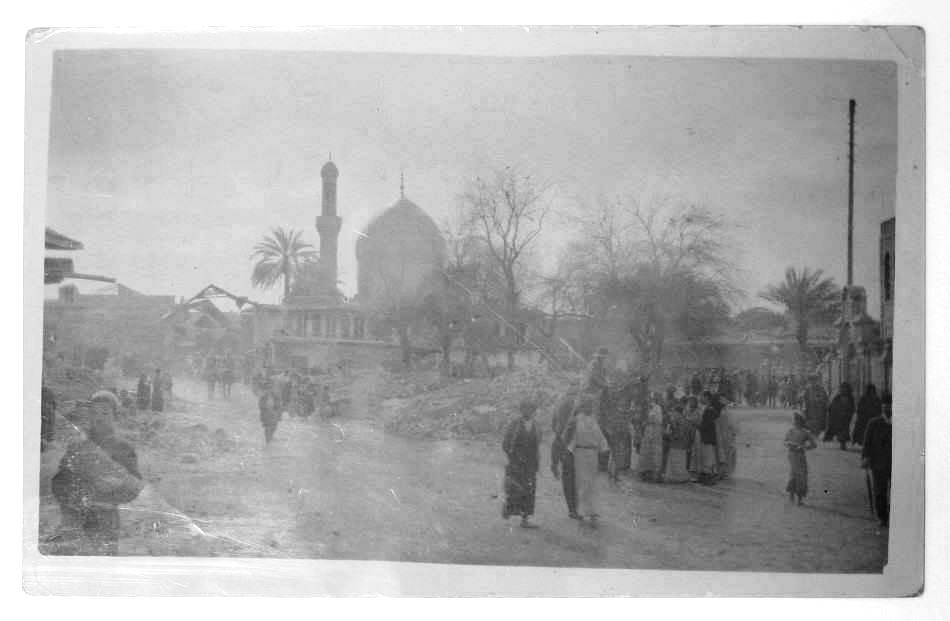
ساحة الميدان في أواخر العقد الأول من القرن العشرين.

اسم "الميدان"يأتي في النهاية من الكلمة الفارسية "ميدان"والتي تعني "مربع"، وهو قريب من الكلمتين الإنجليزيتين "الوسط" و "الوسيط". خلال الخلافة العباسية، كانت المنطقة عبارة عن حي محاط بقصور تابعة للخلفاء العباسيين والمسؤولين، واستُخدمت هذه القصور في أغراض الترفيه.
زار الرحّالة والصحفي البريطاني جيمس سيلك باكنغهام بغداد خلال شهر رمضان في أوائل القرن التاسع عشر، ووصف الميدان في المجلد الثاني من كتابه رحلات في بلاد ما بين النهرين. وقد أشار إلى أنّ الميدان كان يغصّ بالناس من مختلف الطبقات كل ليلة، حيث استُحضرت شتّى وسائل الترفيه من غناء ورقص وموسيقى، إضافةً إلى النيران المشتعلة والمصابيح التي أضفت جوًّا من البهجة العامة. كما زار جيمس المسجد الرئيسي في الميدان، وهو مسجد ومدرسة الأحمدية، فوصفه بأنّه يضمّ «قبّة ومئذنة جميلة»، وأُعجب بزخارف بلاطه الملوّن ورسوماته، غير أنّه أعرب عن خيبة أمله لافتقار الداخل إلى ما يميّزه سوى نظافته وإضاءته الجيدة.
في ظل الحكم العثماني، استُخدمت المنطقة أيضًا كقاعدة تدريب عسكرية للجنود العثمانيين الذين كانوا يستريحون في القشلة. وتحولت الساحة من مكان للتدريب الصباحي للجيش العثماني لتصبح مكانًا لبيع التبن والشعير لأصحاب العربات التي تجرها الخيول، وفي أيام الجمعة تتحول الساحة إلى مكان يُباع فيه المماليك القادمون من دول روسيا والقوقاز وأرمينيا وآسيا الوسطى. كما كانت تُجرى عمليات الإعدام في الساحة أيضًا. في القرن التاسع عشر، أصبحت المنطقة ساحة مليئة بالقذارة وتتجول الكلاب والحيوانات الأخرى. توافد الناس إلى المنطقة لبيع بضائعهم في التجمعات. ومع ذلك، أمر الوزير العثماني محمد سليم باشا بتنظيف المنطقة وزراعة النباتات. ونتيجة لذلك، أصبحت المنطقة لفترة من الوقت حديقة بها نباتات وأزهار عطرية.

### بعد استقلال العراق (القرن العشرين)

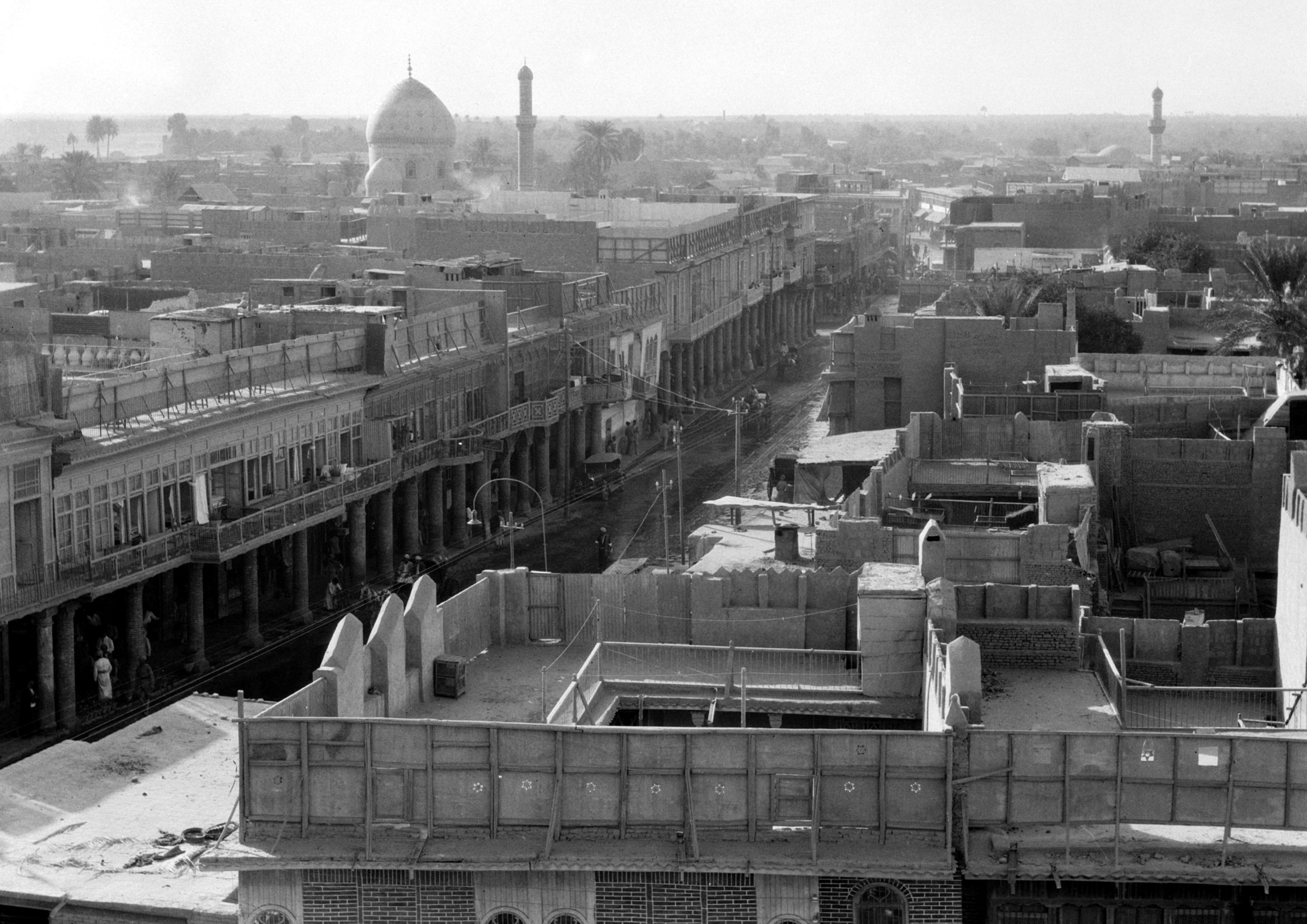
ساحة الميدان كما تبدو من مسافة شارع الرشيد، 1932.

في أوائل القرن العشرين، حول جزء من الساحة إلى ملهى ليلي. وكان هناك أيضًا فندق شهير في الساحة، وهو فندق الهلال، حيث غنت أم كلثوم الشهيرة خلال زيارتها عام 1932. ويقال إنه بسبب صغر مساحة قاعته، استأجر الناس في الساحة مقاعد للاستماع إلى غناء السيدة بعد أن أمر أصحاب الفندق بتركيب مكبرات الصوت. كما أصبحت المنطقة مهمة أيضًا للشرارات الأولى للمظاهرات والانقلابات والاعتصامات، بالإضافة إلى ممراتها التي كانت مركزًا للاجتماعات السرية وبداية الأنشطة السياسية الوطنية ضد مختلف الأنظمة. كانت المنطقة مليئة أيضًا بالمحلات التجارية التي غالبًا ما زارها العراقيون والسياح الأجانب وتسوقوا منها.
تشتهر ساحة الميدان أيضًا بكونها مرآب الحافلات الحمراء ذات الطابقين، التي كانت رمزًا للعراق وميزة فريدة للبلاد. دخلت أول دفعة من الحافلات الحمراء العراق أواخر عام ١٩٥١ بعد تزايد الطلب على النقل العام، وكانت تتألف من ١٠٠ حافلة، وبدأت العمل في شوارع بغداد. في العام نفسه، وصلت دفعة أخرى من ٢٠ حافلة ذات طابقين. منذ ذلك الحين، اعتاد البغداديون على هذه الحافلات، التي تتميز بلونها الأحمر، وتعمل وفق خطوط وجداول منتظمة. أطلق العراقيون على الحافلات الحمراء لقب "الأمانات"، وجسدت روح المنافسة بين بغداد ولندن في مجال النقل العام. تميزت هذه الحافلات بدقة مواعيدها وانخفاض تكلفتها.
خلال ثمانينيات القرن الماضي، كانت خطط إنشاء مترو أنفاق في بغداد قيد الإعداد. وتضمنت الخطة بناء إحدى المحطات أسفل الساحة، حيث يؤدي إليها درج تحت الأرض، وستكون قريبة من موقف سيارات خاص. استُلهمت الفكرة من وجود محطات السكك الحديدية الأوروبية بجوار منطقة النقل العام، إلا أن الخطة لم تُنفذ قط بسبب الحرب العراقية الإيرانية المستمرة، ثم الحصار الذي فرضته الولايات المتحدة على البلاد. ونتيجة لذلك، ظلت الساحة موقفًا للحافلات العامة.

## نظرة عامة والمؤسسات البارزة

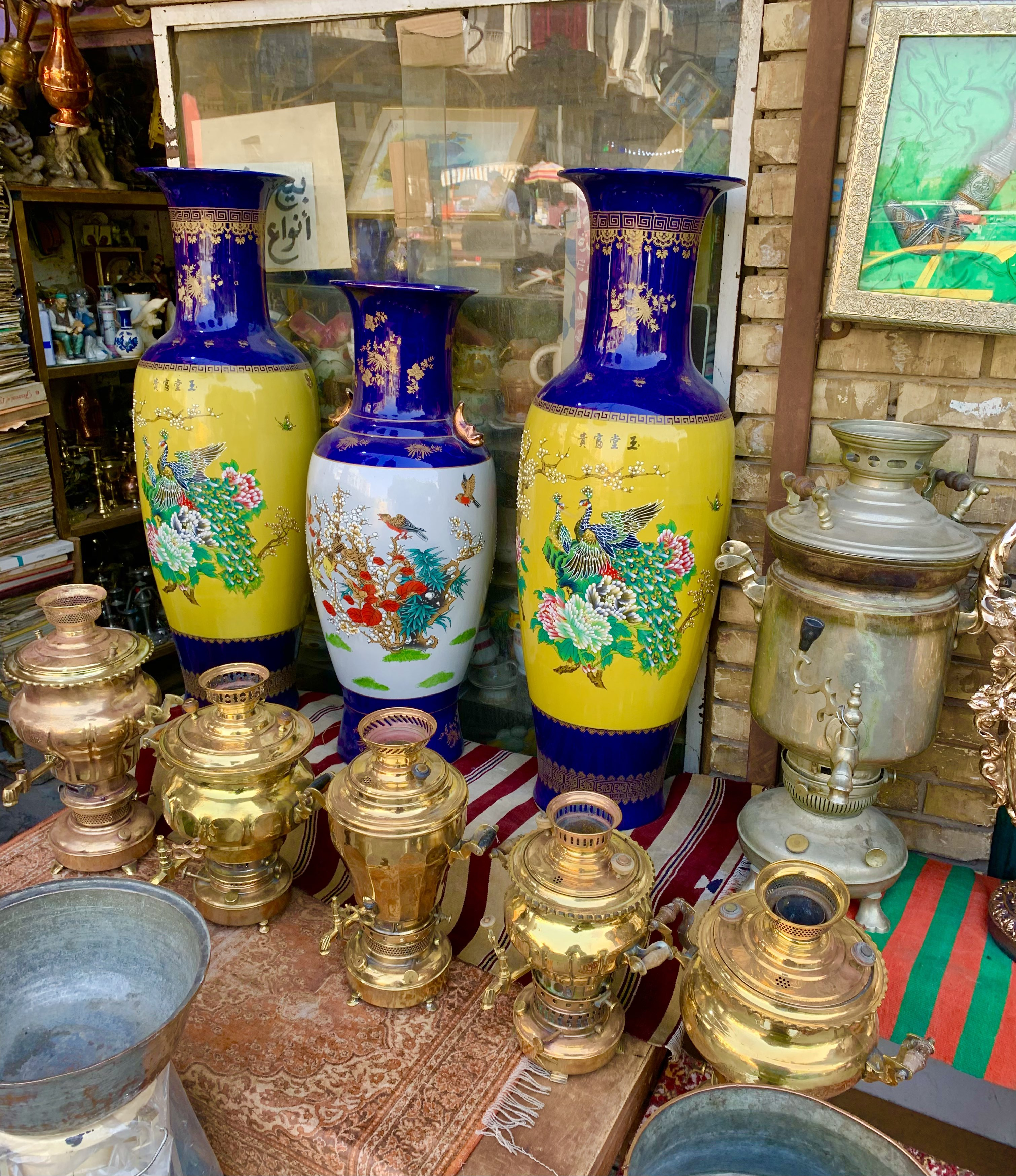
التحف، بما في ذلك الأواني الصينية والسماور، كما نراها في سوق الحراج الواقع في ساحة الميدان.

يوجد في ساحة الميدان العديد من المؤسسات البارزة التي لا تزال قائمة حتى يومنا هذا بسبب الأنشطة التجارية الشعبية في المنطقة. ومن هذه المؤسسات محل كعك السيد الذي اشتهر ببيع المعجنات وخاصة الكعك منذ عام 1907. وأمام محل كعك السيد يقع محل عصير الحاج زبالة الشهير ببيع دبس الزبيب والذي يعود تاريخه إلى عام 1900. ومن المعالم البارزة جامع السليمانية وهو أحد مساجد بغداد الواقع في ساحة الميدان والذي تقام فيه صلاة العيد والجمعة.

### الكنيسة الأرمنية الأرثوذكسية
تُعرف أيضًا باسم كنيسة مسكينة وهي واحدة من أقدم الكنائس في بغداد. يعود تاريخ المجتمع الأرمني في بغداد إلى القرن السابع عشر عندما هاجر العديد من الأرمن من أصفهان وأذربيجان الفارسية إلى العراق بسبب الاضطهاد بعد وفاة الشاه عباس الأول. بنى الأرمن الكنيسة عام 1640 على أرض منحها لهم السلطان العثماني مراد الرابع بمساعدة المسيحيين النساطرة في البناء. أعيد بناء الكنيسة عام 1957. تقع الكنيسة حاليًا داخل مجمع من المباني محاطة بجدران دفاعية عالية. تتميز الكنيسة ذات الصحن الواحد بتصميم مستطيل وأقبية بأربعة أسقف أسطوانية تمتد عبر المبنى، مع نوافذ على شكل هلال في الأطراف الجانبية، وهي موجهة من الشمال الغربي إلى الجنوب الشرقي. تعلوها قبة هرمية الشكل على طراز الكنائس الأرمنية التقليدية.

### سوق الحراج
سوق الحراج سوقٌ عريقٌ يبيعُ أشياءً كثيرةً، قديمةً وحديثةً. "الحراج"كلمةٌ عربيةٌ تعني الفوضى. لا يُعرف عمرُ السوقِ بالتحديد، لكن الرواياتِ القديمةَ عنه تُشيرُ إلى أنه من أقدمِ أسواقِ الرصافة، بل يُقالُ إنه أقدمُ حتى من أحياءِ الرصافةِ التي بناها الولاةُ العثمانيون. يضمُّ السوقُ كتالوجًا زاخرًا بالمعروضات، بما في ذلك اللوحاتُ العالميةُ الفاخرة، والملابسُ العربيةُ، وتسجيلاتُ المقاماتِ، وقطعُ الآلاتِ، والعودُ، والأثاثُ القديمُ، والساعاتُ القديمةُ، والتحفُ النادرةُ، وغيرها الكثير. وقد كانت التحفُ النادرةُ نشاطًا تجاريًا مشهورًا لدى العربِ والأجانبِ وهواةِ جمعِ التحف.

### مسجد-مدرسة الأحمدية

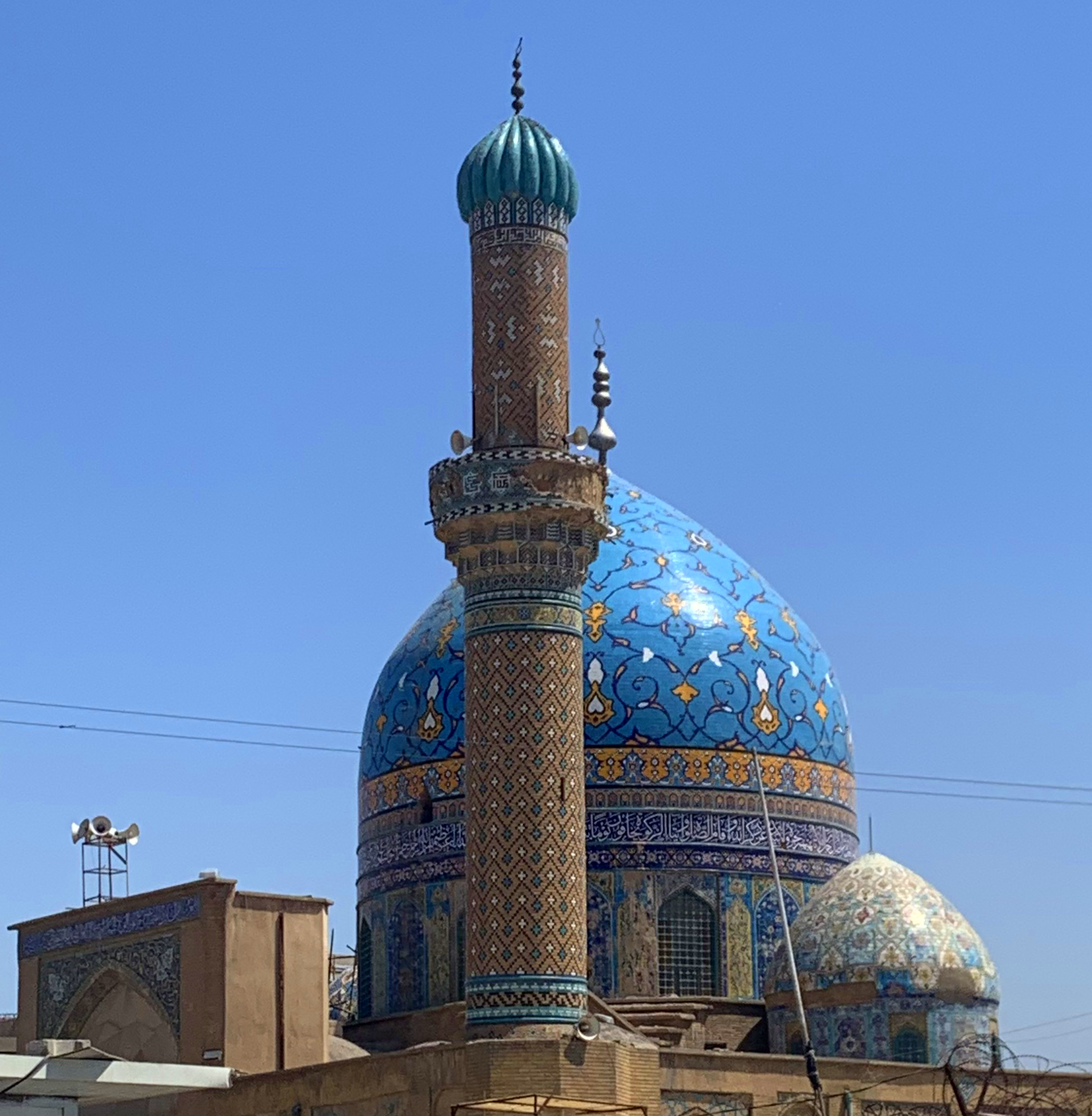
مسجد-مدرسة الأحمدية اعتبارًا من عام 2023.

مسجد المدرسة الأحمدية، المعروف أيضًا باسم مسجد الميدان وهو مسجد حضاري قديم يقع في الساحة. بُني المسجد بين عامي ١٧٨٠ و١٨٠٢ في عهد الحكم العثماني، ويتكون من فناء واسع ومصلى شتوي مرتفع عن الأرض ورواق ملاصق، بالإضافة إلى مصلى صيفي، بالإضافة إلى عدد من الغرف المجاورة لجدار المسجد. نقشت عليه آيات قرآنية، وتقع مئذنة المسجد بجوار القبة العالية المبنية من الحجارة الملونة. وعلى جانبي القبة الرئيسية قبتان صغيرتان مزخرفتان بنقوش وزخارف جميلة.
وقد وصف الرحالة الاسكتلندي جيمس بيلي فريزر المسجد بأنه "المسجد الأعظم"في الساحة بينما وصفه الرحالة البريطاني جيمس سيلك باكنغهام بأنه "يحتوي على قبة ومئذنة جميلة"وانبهر ببلاطه الملون وقيشانيه ولكنه أصيب بخيبة أمل عندما اكتشف أن الداخل لم يكن مميزًا بخلاف كونه نظيفًا ومضاءً جيدًا.

### مسجد المرادية

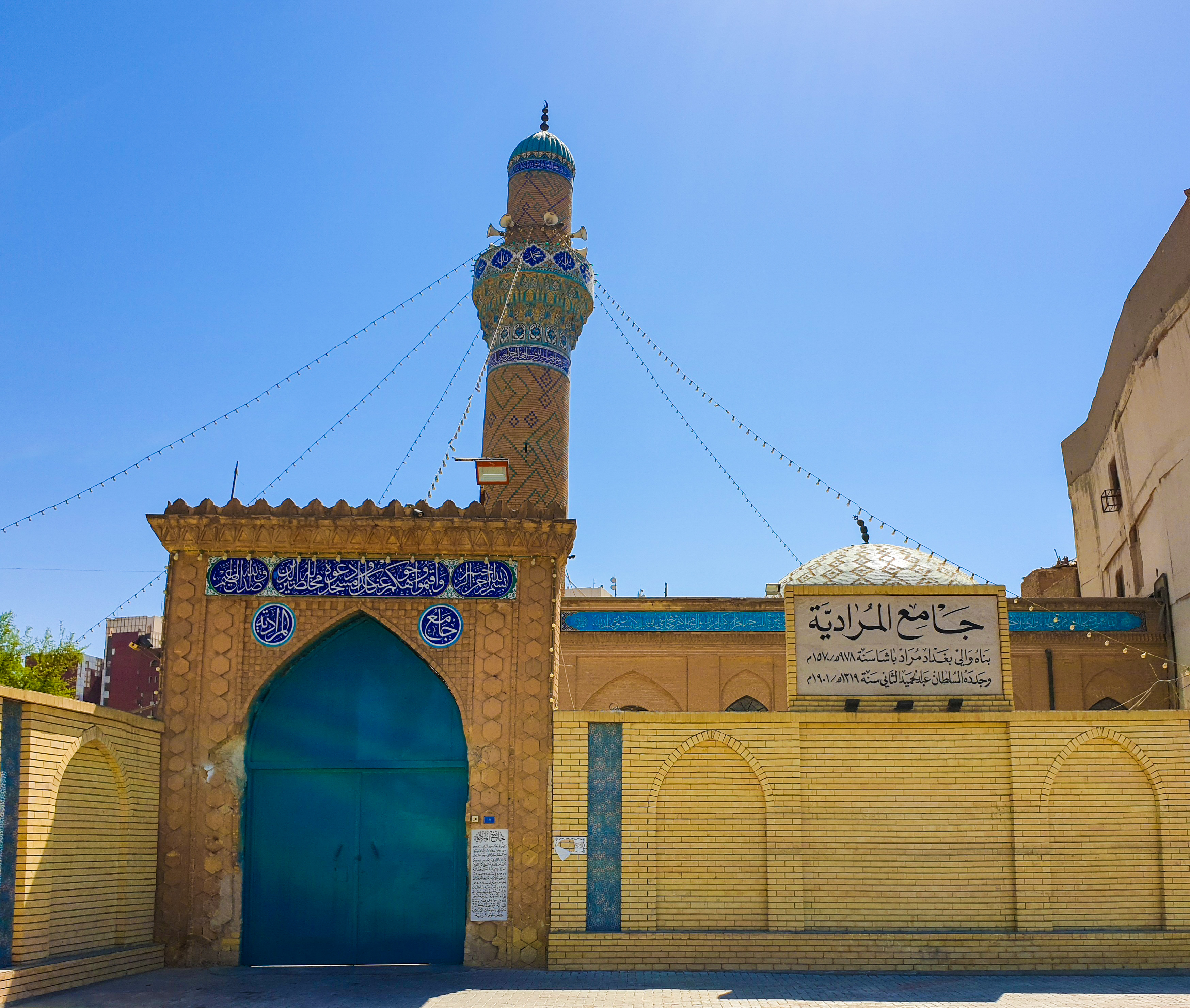
مسجد المرادية.

مسجد مراد باشا، المعروف أيضًا باسم مسجد المرادية هو مسجد قديم يقع مقابل وزارة الدفاع القديمة التي سميت باسم قويجو مراد باشا الذي بناها أيضًا. يتكون المسجد من مصلى واسع تعلوه قبة نصف كروية مسطحة. وقد زُينت بزخارف بسيطة من الكاشاني، وإلى جانبه ست قباب صغيرة ومسطحة أيضًا. في الزاوية الشمالية الغربية توجد مئذنة أو منارة، وهي أيضًا مبنية من الحجر ومزينة بزخارف ملونة ومقرنصات. يعتبر المسجد حاليًا تراثًا وقد جُدد في عام 2009 في وقت كانت فيه معظم المباني الدينية في بغداد تعاني من الإهمال.

### المسجد الأوزبكي
المسجد الأوزبكي هو مسجد قديم يقع قرب باب المعظم، بناه أمير أوزبكستان عام ١٦٥٠ أثناء رحلة، وأصبح مركز تجمع للمهاجرين الأوزبك في بغداد. هدم الزعيم عبد الكريم قاسم المسجد عام ١٩٦١ أثناء أعمال توسعة وزارة الدفاع القديمة، وأُعيد بناؤه بشكل جديد لا يزال قائمًا حتى اليوم. لجأ قاسم إلى هذا المسجد عند وقوع انقلاب عام ١٩٦٣، حيث أمضى ليلته فيه قبل أن يُعتقل ويُعدم.

## الاستخدام الحديث
بعد أحداث حرب العراق الأخيرة، تراجعت ساحة الميدان، ووُصفت بأنها "ساحة فقيرة لا يسكنها إلا من يكسب رزقه من أعمال بسيطة، ومن اعتاد ارتيادها". امتلأ الشارع بأكوام النفايات، واكتظ بالباعة الجائلين الذين سدوا الأرصفة، كما عانى من القتلة واللصوص وتجار المخدرات والمتحرشين وقطاع الطرق الذين اعتدوا على المارة في ظل تدهور الوضع الأمني. وبسبب ازدياد ملكية السيارات وقلة الاستيعاب، أصبحت الساحة مكتظة للغاية، مما استحال معه تطوير البنية التحتية للطرق. وتزدحم الساحة بالسيارات بشكل خاص خلال ساعات الصباح.
وفي عام 2016، أعيد افتتاح ساحة الميدان من قبل وزارة النقل وأعلنت عن تشغيل خمسة خطوط لنقل المسافرين على جانبي بغداد.